# Villa Río Bermejito
Villa Río Bermejito är en ort i Argentina.   Den ligger i provinsen Chaco, i den norra delen av landet, 1 000 km norr om huvudstaden Buenos Aires. Villa Río Bermejito ligger 111 meter över havet och antalet invånare är 3 752.
Terrängen runt Villa Río Bermejito är mycket platt. Runt Villa Río Bermejito är det mycket glesbefolkat, med 2 invånare per kvadratkilometer.. Villa Río Bermejito är det största samhället i trakten.
I omgivningarna runt Villa Río Bermejito växer i huvudsak lövfällande lövskog.